# Línea (formación)

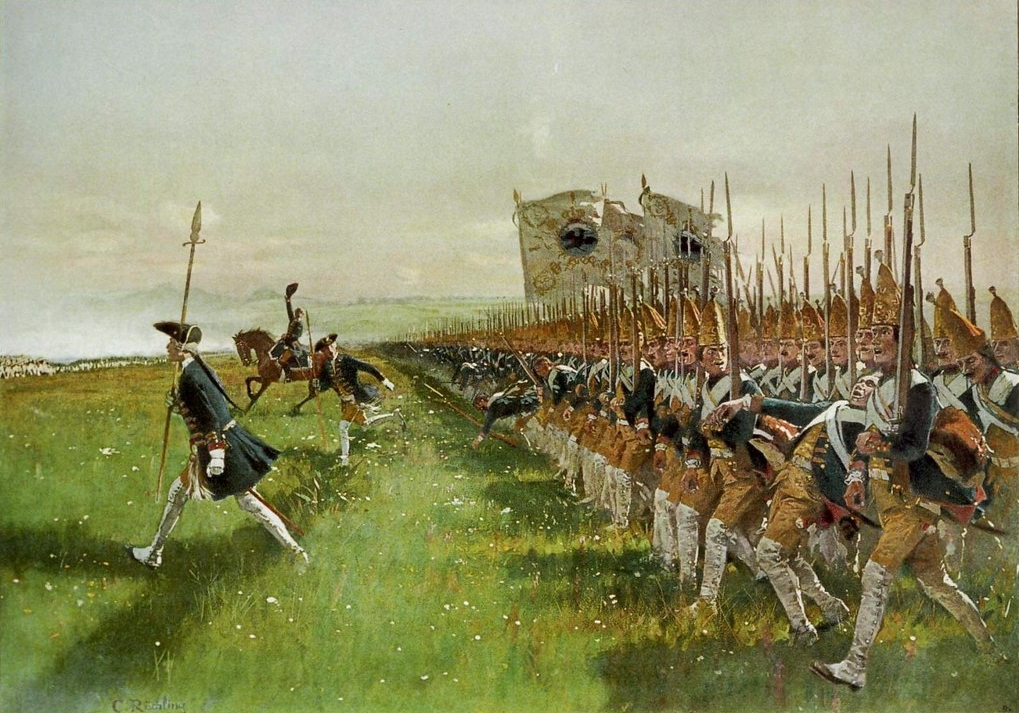
Infantería prusiana atacando en líneas durante la batalla de Hohenfriedberg.

La formación en línea es una formación táctica estándar que se usaba en la guerra moderna temprana. También llamada línea de batalla, esta formación táctica se refiere generalmente a un orden de batalla típico del siglo XVIII en el que la infantería era desplegada en largas y delgadas líneas o filas. Representaba una continuación de la formación en falange o en muro de escudos de infantería armada con armas de asta en uso durante la antigüedad y la Edad Media.
La formación en línea brindaba el mejor frente para las descargas en volea, a la vez que sacrificaba la maniobrabilidad y la defensa en contra de la caballería. Apareció durante la Ilustración, época en la que fue usada con gran efecto por parte de Federico el Grande y sus enemigos en el curso de la guerra de los Siete Años. La formación en línea fue utilizada de manera muy exitosa por primera vez junto con armas combinadas durante la guerra de los Treinta Años a manos del rey sueco Gustavo Adolfo el Grande, en la Batalla de Breitenfeld.
Un batallón de infantería se formaba "en línea" colocando tropas en varias filas, que variaban en número de dos a cinco, siendo tres filas el arreglo más común. Cada fila se ubicaba aproximadamente a medio metro de distancia de la siguiente, y los soldados dentro de una fila se colocaban cerca unos de otros (generalmente al alcance de la mano), con espacio suficiente para presentar sus armas, disparar y volver a cargar. La formación en línea requería que las tropas estuvieran bien entrenadas y supervisadas constantemente por parte de oficiales y suboficiales.
En los ejércitos europeos de los siglos XVII y XVIII, los suboficiales eran ubicados atrás de la línea. Iban equipados con largas armas de asta, que usaban para alinear u organizar las filas, práctica que incluía empujar hacia abajo las armas de cualquier soldado que apuntara demasiado alto, así como asegurarse de que la fila permaneciera bien organizada y en la ubicación correcta. El movimiento en la formación en línea era muy lento y, a menos que el batallón estuviera entrenado de manera soberbia, una ruptura de la cohesión estaba prácticamente garantizada, especialmente en cualquier tipo de terreno irregular o boscoso. Como resultado, la formación en línea se usaba principalmente como formación estacionaria, con las tropas moviéndose en columnas y luego desplegándose para alinearse en su lugar de destino.
Asimismo, la formación en línea era extremadamente vulnerable a cargas de caballería, desde los flancos y la retaguardia, y tales ataques usualmente resultaban en la ruptura completa de la cohesión e incluso en la destrucción de la unidad a menos que fuera capaz de "formarse en cuadro."
Durante las guerras napoleónicas, el ejército británico adoptó una delgada formación de dos filas. Esta táctica se adoptó para compensar su escasez de tropas y para maximizar su frente de descargas. Los británicos siguieron usando una línea de dos filas hasta finales del siglo XIX. La famosa "Delgada Línea Roja" del 93.er Regimiento de Highlanders en la Batalla de Balaclava se defendió con éxito de un ataque de caballería rusa, un suceso poco frecuente.
Muchos ejércitos modernos utilizan durante sus asaltos una formación de línea suelta llamada línea de escaramuza (o línea de hostigadores), ya que permite que una potencia de fuego máxima se dirija en una dirección a la vez, lo que resulta útil cuando se ataca una posición enemiga. También permite el uso de la táctica de disparo y movimiento.

## La formación en línea y la caballería

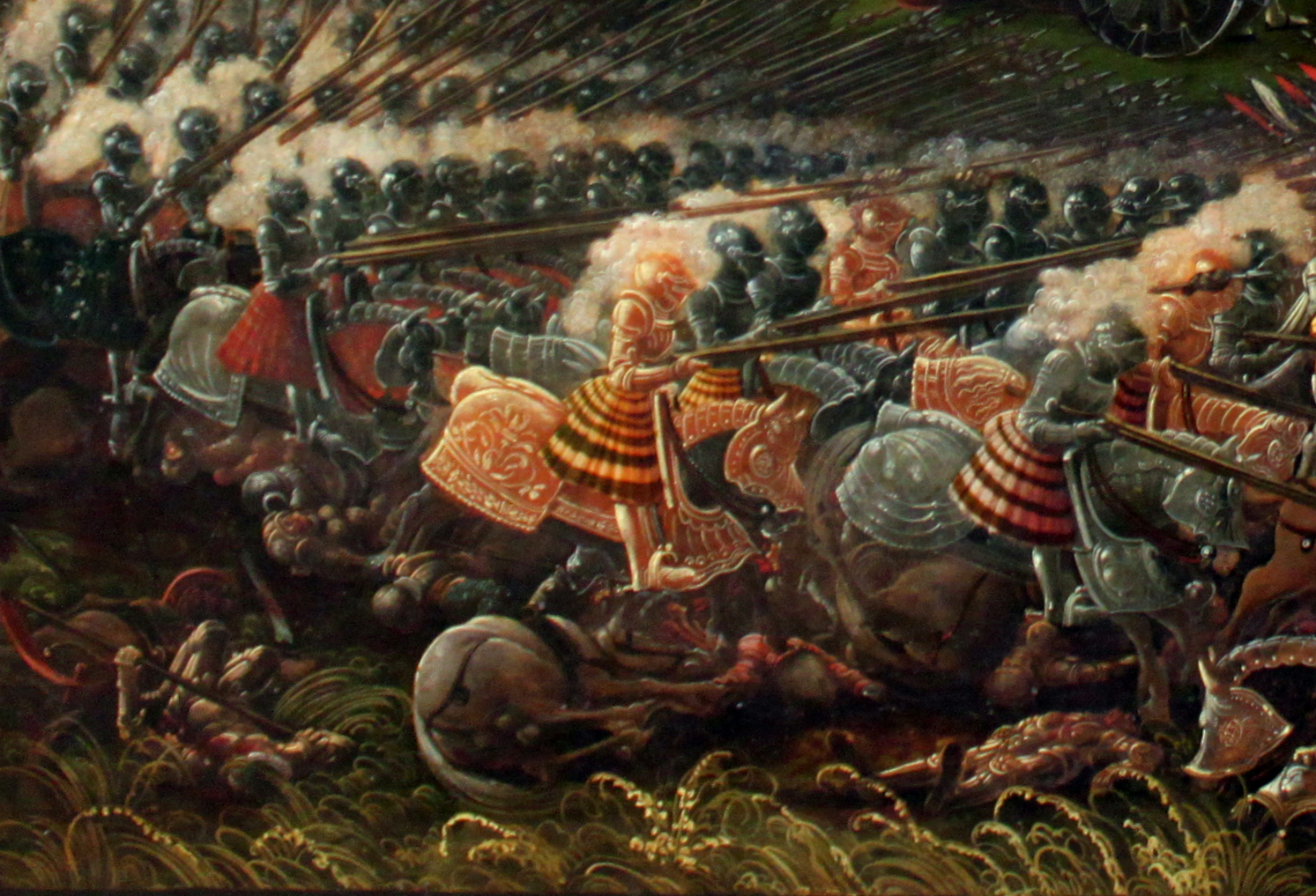
Gendarmes franceses

La formación en línea era utilizada también por ciertos tipos de caballería.
Los persas sasánidas, los mamelucos y la caballería musulmana en la India a menudo usaban las tácticas denominadas "tiro en lluvia." Consistía en que una línea de jinetes bastante bien acorazados (frecuentemente montados en caballos acorazados) se situaba en una línea estática masificada o avanzaba en formación ordenada al paso mientras soltaban sus flechas lo más rápidamente posible reduciendo así la longitud de su tiro.
En el siglo XVI, la caballería pesada (gendarmes, reiters y coraceros) atacaba a menudo en formación en línea. Posteriormente, los dragones comenzaron a utilizar tácticas lineales, manteniéndose a pie en la defensa. En consecuencia, el nombre de "caballería en línea" pasó de referirse a la caballería pesada a referirse a los dragones. Los húsares entre los siglos XV y XVII llevaban armadura y, con frecuencia atacaban en formación de línea cerrada, pero húsares posteriores se convirtieron en una caballería ligera y dejaron de usar tácticas lineales. Por su parte, los cosacos nunca usaron tácticas lineales.

## Punto más alto y declive
La táctica lineal alcanzó su punto más alto durante la guerra de los Siete Años (1756-1763). En ésta, el rey prusiano Federico II aplicó el llamado orden de batalla oblicuo, en el que el ala enemiga era rodeada y derrotada con un ataque reforzado por las alas. Un ejemplo destacado de este orden oblicuo es la batalla de Leuthen (1757), en la que los prusianos aplastaron a los austriacos, con una proporción de fuerzas de 29.000 a 66.000 hombres. En las batallas de Kolín (1757) y Kunersdorf (1759), por otro lado, los prusianos fueron derrotados cuando el bando enemigo advirtió que la acumulación tropas indicaba un orden oblicuo y reforzó el ala amenazada a tiempo, además de que en estos casos en particular, el bando enemigo tenía también un número significativamente mayor de tropas a su disposición.
Los ejércitos revolucionarios franceses utilizaron tácticas más flexibles en las que las tropas maniobraban en columnas y los ataques se realizaban tanto en columnas masificadas como en líneas. Esta mezcla de tácticas lineales y en columna también fue utilizada por Napoleón. También se convirtió en norma en el ejército prusiano durante las Reformas Militares Prusianas (1807-1813).
Las rígidas formaciones de las tácticas lineal y de columna se convirtieron en una desventaja debido a los cambios tecnológicos del siglo XIX. Los fusiles de tiro con balas Minié y retrocarga, así como piezas de artillería mejoradas, aumentaron la precisión, el alcance y la cadencia de fuego de los ejércitos. Sin embargo, las formaciones lineales y en columna siguieron siendo la norma táctica por un tiempo, por ejemplo en la guerra de Secesión y también en la guerra franco-prusiana. En Prusia, las formaciones rígidas no fueron sustituidas por enjambres de fusileros más sueltos sino hasta 1888.